# 中村民雄 (法学者)
中村 民雄（なかむら たみお、1959年 - ）は、日本の法学者。専門は、EU法、イギリス法。早稲田大学法学学術院教授。

## 来歴
大分県生まれ。東京大学法学部卒業。ロンドン大学大学院で修士号、東京大学大学院法学政治学研究科で博士号取得。成蹊大学法学部助教授・教授、東京大学社会科学研究所教授を経て、早稲田大学法学学術院教授。

## 著書

### 単著
- 『イギリス憲法とEC法――国会主権の原則の凋落』（東京大学出版会、1993年）

### 共著
- （須網隆夫・臼井陽一郎・佐藤義明）『東アジア共同体憲章案――実現可能な未来をひらく論議のために』（昭和堂, 2008年）

### 編著
- 『EU研究の新地平――前例なき政体への接近』（ミネルヴァ書房、2005年）
- 『早く的確な救援のために――初動体制ガイドラインの提案』早稲田大学ブックレット＜「震災後」に考える＞（早稲田大学出版部、2012年）

### 共編著
- （須網隆夫）『EU法基本判例集』（日本評論社、2007年）
- （大木雅夫）『多層的ヨーロッパ統合と法』（聖学院大学出版会, 2008年）
- 『ヨーロッパ「憲法」の形成と各国憲法の変化』、中村民雄・山元一編、信山社, 2012年

### 訳書
- ヴァレンタイン・コーラー『EC競争法概説』（商事法務研究会、1989年）